# Turá
Turá és un poble i municipi d'Eslovàquia que es troba a la regió de Nitra, al sud-oest del país. La primera menció escrita de la vila es remunta al 1276.

## Demografia
| Godina             | 1994 | 2004   | 2014   | 2024   |
| ------------------ | ---- | ------ | ------ | ------ |
| Nombre de persones | 249  | 241    | 227    | 229    |
| Diferència         |      | −3,21% | −5,80% | +0,88% |

| Godina             | 2023 | 2024   |
| ------------------ | ---- | ------ |
| Nombre de persones | 231  | 229    |
| Diferència         |      | −0,86% |